# Felice Contu
Felice Contu (Mogoro, 10 settembre 1927 – 10 luglio 2023) è stato un notaio e politico italiano, esponente della Democrazia Cristiana e già parlamentare europeo.

## Biografia
Noto con il nome di Felicetto, svolgeva la professione di notaio e fu per lungo tempo presidente regionale della Coldiretti. Già consigliere comunale e sindaco del suo paese (allora in provincia di Cagliari), è poi divenuto consigliere e assessore della provincia di Cagliari a partire dal 1956.
Nel giugno 1961 venne eletto per la prima volta consigliere regionale della Sardegna per la IV legislatura nella liste della Democrazia Cristiana. Successivamente confermato per la V, VI, VII, XII e XIV legislatura regionale dal 1961 al 1979, dal 1999 al 2004 quando ha sfiorato la sesta elezione e infine rieletto nuovamente nel 2009.
È stato assessore regionale degli Enti Locali nella prima giunta Del Rio (aprile 1967 - giugno 1969), assessore dell'Agricoltura e Riforma Agro-Pastorale nella seconda e nella terza giunta Soddu (gennaio 1977 - giugno 1979) e nuovamente nelle giunte Pili e Masala (dicembre 2001 - giugno 2004).
Prima di divenire assessore regionale per la seconda volta, era stato presidente del Consiglio regionale dal giugno 1969 al gennaio 1977 nella VI e VII legislatura, con il breve intermezzo di tre giorni con la presidenza dell'avv. Pietrino Monni nel 1974.
Eletto deputato della repubblica nel 1979, è stato confermato nel 1983 e nel 1987.
Durante l'esperienza parlamentare è stato pure sottosegretario al ministero del Tesoro (governo Goria, luglio 1987 - Febbraio 1989), e sottosegretario al ministero della Sanità (governo De Mita, febbraio 1988 - luglio 1989).
Nel 1990 ha lasciato il parlamento per dedicarsi al mandato di deputato europeo.
È stato eletto deputato europeo alle elezioni del 1989 per la lista della DC. È stato vicepresidente della Delegazione per le relazioni con i paesi dell'Asia del Sud e l'Associazione per la cooperazione regionale dell'Asia del Sud (SAARC); membro della Commissione per la politica regionale e l'assetto territoriale e le relazioni con i poteri regionali e locali.
Nel 1996 è ritornato alla politica attiva dopo una breve assenza come candidato del P.P.I. alle elezioni politiche nel collegio uninominale della Camera n.14 di Quartu S.Elena, ma è stato battuto dal deputato uscente Cicu.
Nel 1999, è ritornato in Consiglio regionale sotto le insegne del C.C.D. ed è stato eletto presidente del gruppo consiliare U.D.C.
Primo dei non eletti alle elezioni regionali del 2004 nel collegio di Cagliari, ricopre attualmente la carica di presidente regionale dell'Unione dei Democratici di Centro.
Nel 2009, ritorna in Consiglio regionale per la XIV legislatura sotto le insegne dell'Unione dei Democratici di Centro venendo chiamato a ricoprire la carica di presidente della VII commissione consiliare permanente, competente in materia di Sanità, Igiene Pubblica, Servizi Sanitari e Sociali. 
Ritiratosi dalla politica attiva ancora prima della conclusione della XIV consiliatura regionale, venne nominato difensore civico regionale.
Si è spento serenamente nella sua abitazione cagliaritana, a Quartu Sant'Elena, la sera del 10 luglio 2023, poco prima di andare a letto.

## Incarichi parlamentari
- Componente della GIUNTA PER LE AUTORIZZAZIONI A PROCEDERE IN GIUDIZIO (VIII legislatura)
- Componente della X COMMISSIONE (TRASPORTI) (VIII)
- Componente della XI COMMISSIONE (AGRICOLTURE E FORESTE) (VIII)
- Componente della COMMISSIONE PARLAMENTARE PER IL PARERE AL GOVERNO SULLE NUOVE NORME IN MATERIA DI POLIZIA, SICUREZZA E REGOLARITÀ DELL'ESERCIZIO DELLE FERROVIE E DI ALTRI SERVIZI DI TRASPORTO (VIII)
- Presidente della COMMISSIONE PARLAMENTARE PER IL PARERE AL GOVERNO SUI DECRETI PER LA DETERMINAZIONE DELL'ONERE RELATIVO AI REGOLAMENTI COMUNITARI DIRETTAMENTE APPLICABILI NELL'ORDINAMENTO INTERNO AI SENSI DELL'ARTICOLO 189 DEL TRATTATO ISTITUTIVO DELLA COMUNITÀ ECONOMICA EUROPEA (IX legislatura)
- Componente della IV COMMISSIONE (GIUSTIZIA) (IX)
- Componente della VI COMMISSIONE (FINANZE E TESORO) (IX)
- Componente della COMMISSIONE PARLAMENTARE PER IL PARERE AL GOVERNO SUI DECRETI PER LA DETERMINAZIONE DELL'ONERE RELATIVO AI REGOLAMENTI COMUNITARI DIRETTAMENTE APPLICABILI NELL'ORDINAMENTO INTERNO AI SENSI DELL'ARTICOLO 189 DEL TRATTATO ISTITUTIVO DELLA COMUNITÀ ECONOMICA EUROPEA (IX)
- Componente della COMMISSIONE PER LA VIGILANZA SULL'ISTITUTO DI EMISSIONE E SULLA CIRCOLAZIONE DEI BIGLIETTI DI BANCA (IX)
- Componente della COMMISSIONE PARLAMENTARE PER I PROCEDIMENTI DI ACCUSA (VIII)(IX)